# Assedio di Orléans
L'assedio d'Orléans costituisce uno dei principali episodi della Guerra dei cent'anni, in cui Giovanna d'Arco realizzò la sua prima vittoria sul campo e la Francia ottenne il suo primo grande successo militare dopo la disfatta di Azincourt, nel 1415.
L'esordio dell'assedio segnò l'apice della potenza inglese nell'ultima parte del conflitto. Orléans rivestiva un'importanza simbolica e strategica per entrambi i belligeranti: era opinione condivisa infatti che non appena Giovanni Plantageneto, I duca di Bedford e reggente inglese, avesse conquistato la città, si sarebbe realizzato di conseguenza il sogno di Enrico V di unificare il paese sotto la corona di Londra. Per un anno e mezzo gli inglesi sembrarono sul punto di prendere la città, posizione chiave per la difesa del sud della Francia, ma questa venne salvata da Giovanna d'Arco nove giorni dopo il suo arrivo. La pulzella d'Orléans presto sarebbe stata l'eroina che avrebbe capovolto il corso della guerra.

## Antefatto
La guerra dei cent'anni fu scatenata nel 1337, dalle pretese di Edoardo III di Inghilterra sul trono di Francia. Pretese in parte dovute alla discendenza da Guglielmo il Conquistatore ed in parte rafforzate da una serie di matrimoni strategici. Con il Trattato di Troyes, nel 1420, Enrico V d'Inghilterra divenne reggente di Francia e sposò la figlia di Carlo VI.
Con tale matrimonio il monarca di Londra sarebbe asceso al trono francese alla morte del suocero, escludendo di fatto dall'incoronazione il Delfino Carlo, figlio di Carlo VI. Alla morte di Enrico V, il giovanissimo e futuro Enrico VI d'Inghilterra, fu proclamato re di Francia. Il Delfino di Francia, poco energico, mantenne un atteggiamento difensivo finché la giovanissima Giovanna, spinta dal fervore mistico, lo persuase ad agire nel 1429.
Orléans, adagiata sulla Loira, nella parte centro-nord del paese, costituiva all'epoca dell'assedio l'ultima città settentrionale fedele alla dinastia reale francese. La costa sud-occidentale e la metà settentrionale del regno di Francia, compresa Parigi, erano in mano agli inglesi ed ai loro alleati Borgognoni. Sulla Loira, che demarcava la frontiera tra le due aree, esistevano pochi ponti: Angers (appartenente a Iolanda d'Angiò ed ottimamente difeso) ed Orléans. Quest'ultima rappresentava pertanto il maggior ostacolo affinché gli inglesi potessero attaccare il Delfino.

## La fase iniziale dell'assedio
L'assedio iniziò il 12 ottobre 1428: gli inglesi, comandati da Thomas Montacute, IV conte di Salisbury, controllavano già diverse città nella valle della Loira. Orléans rappresentava il maggior caposaldo degli Armagnacchi. Nella primissima fase dell'assedio, gli inglesi attaccarono Les Tourelles, una formidabile struttura difensiva sita all'estremità sudest della città, a circa un quarto di miglio dal ponte che si protendeva sulla Loira (Orléans si trovava sul lato nordest del fiume). Gli abitanti decisero immediatamente di abbandonare il castelletto e di ritirarsi all'interno delle mura cittadine, da dove continuare la resistenza. Durante il ripiegamento, demolirono una parte del ponte.
Subito dopo l'occupazione inglese della fortezza, in ottobre avanzato, Thomas Montacute fu colpito in faccia da alcuni detriti sollevati dal fuoco dell'artiglieria e morì dopo una settimana di agonia. Un mese dopo, agli inizi di dicembre del 1428, dopo il succedersi di diversi comandanti, sir William Glasdale assunse la direzione delle operazioni fino al maggio dell'anno seguente. Nei primi mesi d'assedio, gli inglesi avevano costruito una serie di posizioni fortificate intorno alla città, sebbene difettassero di forze sufficienti per accerchiarla ed i loro cannoni fossero privi della potenza necessaria per infrangere i bastioni nemici. I francesi riuscirono così a movimentare uomini e vettovaglie, nonostante la morsa nemica.
Il dispositivo inglese fu rafforzato da una serie di forti ad ovest ed a nord, mentre le Tourelles ed una fortezza prospiciente sorvegliavano il sud della città. Ad est era il forte detto di Saint-Loup, situato a più di 2 km dall'ingresso orientale di Orléans. Ad eccezione del castelletto e della testa di ponte a sud, gli altri forti disponevano di guarnigioni esigue. Il 12 febbraio 1429, a nord della città assediata presso una piccola cittadina di nome Rouvray, alcune migliaia di soldati franco-scozzesi tentarono di catturare un convoglio di rifornimento nemico, dando luogo ad una battaglia, passata alla storia come la Battaglia delle aringhe. Tali pesci facevano parte delle vettovaglie previste per l'imminente periodo quaresimale.
La leggenda vuole che il giorno di questa battaglia Giovanna d'Arco incontrasse per la terza volta, riuscendo finalmente a farsi ricevere, Robert de Baudricourt, capitano di Vaucouleurs, prima di partire per soccorrere il Delfino di Francia. Si dice che, nel corso dell'incontro, la giovane eroina abbia rivelato al nobiluomo della sconfitta subita dall'esercito francese vicino alla città assediata aggiungendo che, se non vi fosse stata subito inviata, ve ne sarebbero state altre. Quando poi Robert de Baudricourt, appresi gli eventi di Rouvray, sarebbe rimasto impressionato dalla rivelazione ed avrebbe acconsentito a far scortare Giovanna fino a Chinon.
Al di là delle leggende storiche, tuttavia, quello che è certo è che Giovanna partì per Chinon il 22 febbraio e da qui, più tardi, raggiunse Orléans. Nonostante gli inglesi fossero non sufficientemente numerosi per venire a capo della situazione con la forza delle armi, a seguito della disastrosa “giornata delle aringhe", i difensori erano demoralizzati e privi d'iniziativa; nella primavera del 1429, i francesi erano per giunta privi di rifornimenti: la situazione della città sembrava disperata. L'assedio era sulla bocca di tutta Europa.

## L'arrivo di Giovanna d'Arco

Giovanna d'Arco in un dipinto di Ingres.

In Francia intanto, circolavano numerose leggende sul fatto che il regno avrebbe potuto salvarsi solo con l'intervento di una fanciulla in armi. Le profezie parlavano di una vergine proveniente dalla Lorena (regione ove realmente nacque la Pulzella, più precisamente nel villaggio di Domremy). Quando le voci inerenti al viaggio di Giovanna d'Arco verso Chinon raggiunsero la città di Orléans, il morale degli assediati ne beneficiò immediatamente. Dopo l'incontro col Delfino, Giovanna fu inviata a Poitiers, per essere esaminata da alti dignitari, ecclesiastici e non. Con l'approvazione ecclesiastica e del futuro Carlo VII, la fanciulla lorenese si unì all'armata di soccorso, che si stava formando a Blois.
Da questa località, la giovane condottiera scrisse la prima lettera destinata alle forze nemiche che assediavano Orléans, in cui le invitava a desistere, ad abbandonare i possedimenti francesi ed a tornarsene in Inghilterra, pena altrimenti il più grosso tumulto mai verificatosi prima in Francia. Giovanna, con il suo esercito di 4000 uomini, giunse nei sobborghi di Orléans il 29 aprile 1429, e, dopo aver incontrato il Bastardo d'Orléans nei pressi di Chécy, entrò in città la sera stessa nel tripudio popolare.

## Epilogo
Mentre gli altri leader francesi si riunivano in consiglio senza Giovanna e decidevano di attendere altri rinforzi, prima di attaccare Les Tourelles, la pulzella d'Orléans, col supporto delle truppe, si preparava alla battaglia del giorno successivo. In data 4 maggio venne eseguito un attacco al forte di Saint-Loup, che cadde in mano francese. La mattina del 7 maggio iniziò l'attacco al portone fortificato de Les Tourelles, secondo il copione dell'assalto frontale. Le forze francesi tentarono di insidiare, mediante delle chiatte incendiate, gli archi del ponte, che servivano in parte come struttura muraria di base.
Nel mezzo del combattimento, Giovanna fu ferita. Nella testimonianza fornita da Jean Pasquerel, suo confessore, durante il processo di riabilitazione, la ragazza stessa avrebbe predetto l'evento, dicendo "domani il sangue scorrerà dal mio corpo sul mio petto". Dopo aver ricevuto un unguento per la ferita, l'eroina ritornò infatti a combattere. Quella sera stessa, il Bastardo d'Orléans si stava preparando ad ordinare il disimpegno dallo scontro, quando Giovanna lo convinse a ritardare il proponimento. Dopo essersi ritirata in preghiera in un bosco vicino, per pochi minuti, rinnovò l'assalto a Les Tourelles, questa volta con successo.
Il castelletto fu conquistato e la sua guarnigione uccisa o catturata. Lo stesso Glasdale annegò nel fiume sottostante. Il mattino del giorno successivo, 8 maggio 1429, le forze inglesi degli altri forti si riunirono in formazione di battaglia. Lo stesso fecero i francesi. Dopo essersi fronteggiati per un'ora, senza che nessuno prendesse l'iniziativa (era domenica e Giovanna non desiderava iniziare l'attacco), gli inglesi si ritirarono. L'assedio di Orléans si era concluso.

## Conseguenze
Dopo questa vittoria numerosi volontari ingrossarono le file dell'esercito francese, che risalì la vallata della Loira e marciò su Reims per incoronare Carlo VII. In seguito, l'esercito francese affrontò altre quattro battaglie, tutte vittoriose, contro l'invasore inglese:
- La battaglia di Jargeau.
- La battaglia di Meung-sur-Loire.
- La battaglia di Beaugency.
- La battaglia di Patay.